# Elthusa tropicalis
Elthusa tropicalis är en kräftdjursart som först beskrevs av Menzies och William L. Kruczynski 1983.  Elthusa tropicalis ingår i släktet Elthusa och familjen Cymothoidae.
Artens utbredningsområde är Mexikanska golfen. Inga underarter finns listade i Catalogue of Life.